# 모드 곤

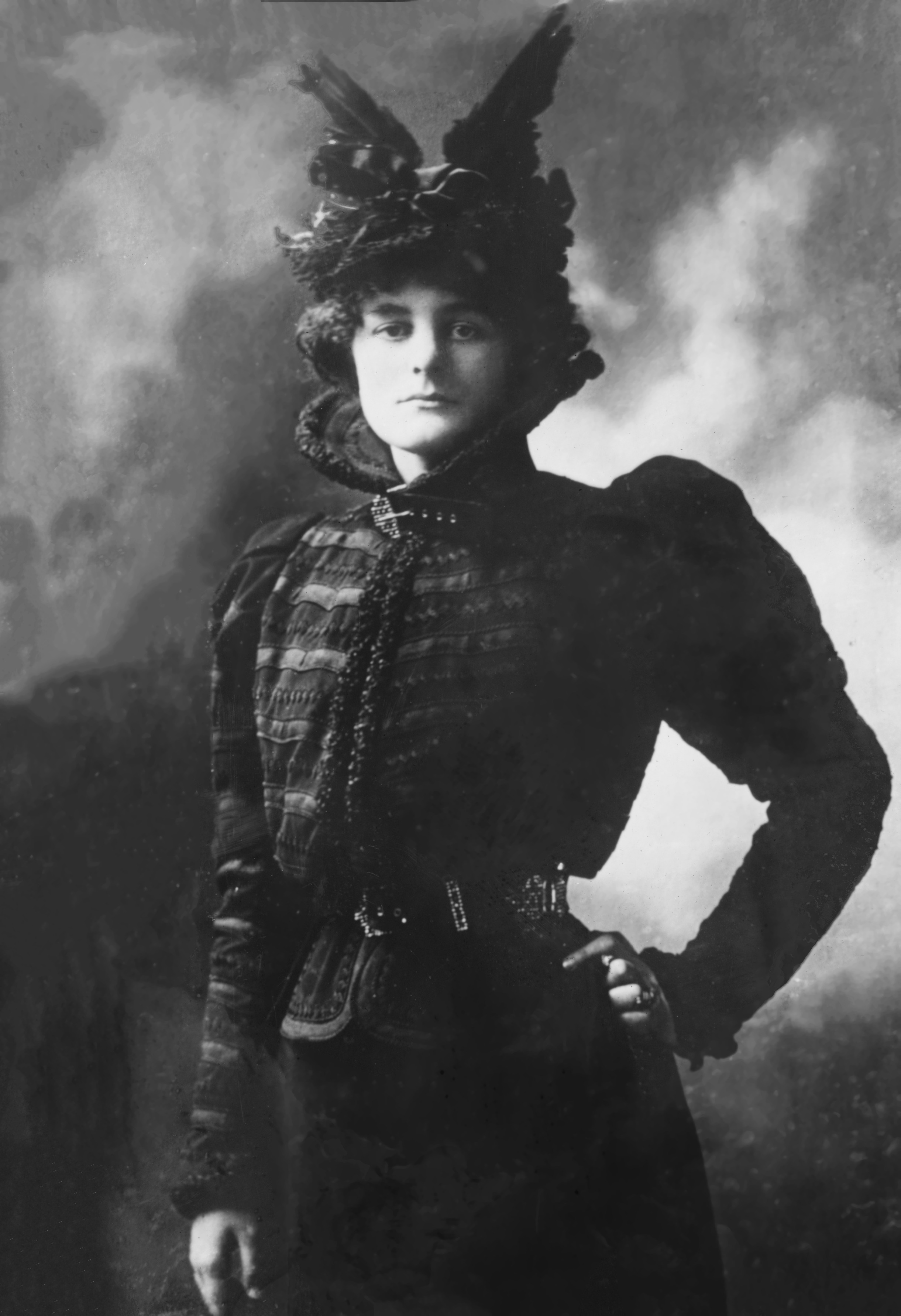

모드 곤 맥브라이드(영어: Maud Gonne MacBride, 아일랜드어: Maud Nic Ghoinn Bean Mac Giolla Bhríghde 마우드 닉 겐 반 막 기얼라 브리그더: 1866년 12월 21일-1953년 4월 27일)는 아일랜드의 혁명가, 여성주의자, 배우다. 앵글로아일랜드인 혈통으로, 아일랜드 공화주의 운동에 투신했다. 1974년 노벨평화상 수상자인 션 맥브라이드의 어머니이다.